# Idaea nigrocinctaria
Idaea nigrocinctaria là một loài bướm đêm trong họ Geometridae.